# Nadirah McKenith
Nadirah A. McKenith (Newark, 6 settembre 1991) è un'ex cestista statunitense, professionista nella WNBA.

## Carriera
È stata selezionata dalle Washington Mystics al secondo giro del Draft WNBA 2013 (17ª scelta assoluta).